# Павловска култура
Павловската култура е археологическа култура, която датира от късната старокаменна епоха (късния палеолит), вариант на граветската култура, съществувала в района на Моравия, северна Австрия и южна Полша (около 29 000 – 25 000 г. пр.н.е.). Културата използва усъвършенствана технология от каменната епоха, за да оцелее в тундрата на ръба на ледените покривки около максимума на последното заледяване. Основно се ловуват на стада мамути за месо, мазнини, използват се кожи за палатки и големи кости и бивни за изграждане на съоръжения през зимата.
Името на културата произлиза от село Павлов (окръг Бржецлав) в Павловските хълмове, до село Долни Вестонице в южна Моравия. Обектът е разкопан през 1952 г. от чехословашкия археолог Бохуслав Клима. Друг важен обект на тази култура е Пршедмости, сега част от град Пршеров.
При разкопките са открити кремъчни приспособления, полирани и пробити каменни артефакти, костни върхове за копия, игли, инструменти за копаене, флейти, костни украшения, пробити зъби на животни и миди. Изкуството или религиозните находки са костни резби и фигурки на хора и животни, изработени от бивен мамут, камък и изгорена глина. Текстилните отпечатъци, направени във влажна глина, дават най-старото доказателство за съществуването на тъкане от хората.